# Veronica's Mission Impossible
Veronica's Mission:Impossible was een televisieprogramma, dat in mei 2006 op de Nederlandse commerciële televisiezender Veronica werd uitgezonden. Het programma werd uitgezonden ter gelegenheid van de derde Mission: Impossible film, op zondag.
In het programma gaan Karlein Nolet, Monique Spronk en Suzanne de Jong op zoek naar Tom Cruise, de hoofdrolspeler van de film Mission: Impossible III. Tijdens hun zoektocht gaan de presentatoren naar de premières in Rome en Parijs, om er voor te zorgen dat ze een interview met Cruise kunnen krijgen. Ook bezoeken ze tijdens de opnamen Hollywood. Aan het einde van de reeks kregen de presentatoren eindelijk een interview met Tom Cruise.
Het was voor alle drie de presentatoren de eerste keer dat ze een programma voor Veronica presenteerden. Suzanne de Jong presenteerde opnieuw een tijdelijk speciaal programma over James Bond, ter gelegenheid van de nieuwe James Bondfilm Casino Royale. Karlein Nolet presenteerde Het beste idee van Nederland.